# Brachyctenistis incongruata
Brachyctenistis incongruata là một loài bướm đêm trong họ Geometridae.